# يوما أوباتا
يوما أوباتا (باليابانية: 小畑 裕馬) (مواليد 7 نوفمبر 2001) هو لاعب كرة قدم ياباني.

## وصلات خارجية
- يوما أوباتا على موقع رابطة كرة القدم اليابانية للمحترفين (اليابانية)
- يوما أوباتا على موقع قاعدة بيانات كرة القدم.إي يو (الإنجليزية)
- يوما أوباتا على موقع Soccerway.com (الإنجليزية)
- يوما أوباتا على موقع عالم كرة القدم.نت (الإنجليزية)